# Filmographie de Rajinikanth
Rajinikanth est un acteur indien ayant fait des apparitions dans plus de 170 films, majoritairement dans le cinéma tamoul. Il a commencé sa carrière en jouant des rôles secondaires avant d'être promu petit à petit au statut d'acteur principal. Après avoir été la vedette d'un grand nombre de films entre 1980 et 1990, il est considéré comme l'idole majeure de la culture tamoul.  Rajinikanth a travaillé dans plusieurs industries du cinéma indien : à Kollywood en tamoul, Tollywood en télougou, Sandalwood en kannada, Bollywood en hindi, Mollywood en malayalam et en bengali.

## Films
| Année | Film                          | Rôle(s)                                  | Langue(s) | Réalisateur(s)            | Remarques                                                                    |
| ----- | ----------------------------- | ---------------------------------------- | --------- | ------------------------- | ---------------------------------------------------------------------------- |
| 1975  | Apoorva Raagangal             | Pandiyan                                 | Tamoul    | K. Balachander            |                                                                              |
| 1976  | Katha Sangama                 | Kondaji                                  | Kannada   | Puttanna Kanagal          |                                                                              |
| 1976  | Anthuleni Katha               | Murthy                                   | Télougou  | K. Balachander            |                                                                              |
| 1976  | Moondru Mudichu               | Prasad                                   | Tamoul    | K. Balachander            |                                                                              |
| 1976  | Baalu Jenu                    | Vasu                                     | Kannada   | Balan, Kunigal Nagabushan |                                                                              |
| 1977  | Avargal                       | Ramanathan                               | Tamoul    | K. Balachander            |                                                                              |
| 1977  | Kavikkuyil                    | Murugan                                  | Tamoul    | Devaraj Mohan             |                                                                              |
| 1977  | Raghupathi Raghavan Rajaram   | Veeraiyan                                | Tamoul    | Durai                     |                                                                              |
| 1977  | Chilakamma Cheppindi          | Ravi                                     | Télougou  | Eranki Sharma             |                                                                              |
| 1977  | Bhuvana Oru Kelvi Kuri        | Sampath                                  | Tamoul    | S. P. Muthuraman          |                                                                              |
| 1977  | Ondu Premada Kathe            | Président de l'école locale              | Kannada   | S. M. Joe Simon           |                                                                              |
| 1977  | 16 Vayathinile                | Parattai                                 | Tamoul    | P. Bharathiraja           |                                                                              |
| 1977  | Sahodarara Savaal             | Shekhar                                  | Kannada   | K. S. R. Das              |                                                                              |
| 1977  | Aadu Puli Attam               | Rajini                                   | Tamoul    | S. P. Muthuraman          |                                                                              |
| 1977  | Gaayathri                     | Rajarathinam                             | Tamoul    | R. Pattabhiraman          |                                                                              |
| 1977  | Kumkuma Rakshe                | Murali                                   | Kannada   | S. K. A. Chari            |                                                                              |
| 1977  | Aarupushpangal                | Ravi                                     | Tamoul    | K. M. Balakrishnan        |                                                                              |
| 1977  | Tholireyi Gadichindi          | Chitti Babu                              | Télougou  | K. S. Rami Reddy          |                                                                              |
| 1977  | Aame Katha                    | Inconnu                                  | Télougou  | K. Raghavendra Rao        | Apparition Guest-star                                                        |
| 1977  | Galate Samsara                | Sundar                                   | Kannada   | C. V. Rajendran           |                                                                              |
| 1978  | Shankar Salim Simon           | Simon                                    | Tamoul    | P. Madhavan               |                                                                              |
| 1978  | Kiladi Kittu                  | Srikanth                                 | Kannada   | K. S. R. Das              |                                                                              |
| 1978  | Annadammula Savaal            | Rangababu                                | Télougou  | K. S. R. Das              |                                                                              |
| 1978  | Aayiram Jenmangal             | Ramesh                                   | Tamoul    | Durai                     |                                                                              |
| 1978  | Maathu Tappada Maga           | Chandru                                  | Kannada   | Peketi Sivaram            | 25ème Film                                                                   |
| 1978  | Mangudi Minor                 | Kumar                                    | Tamoul    | V. C. Guhanathan          |                                                                              |
| 1978  | Bairavi                       | Mookaiah                                 | Tamoul    | M. Bhaskar                |                                                                              |
| 1978  | Ilamai Oonjaladukirathu       | Murali                                   | Tamoul    | C. V. Sridhar             |                                                                              |
| 1978  | Sadhurangam                   | Kumaresan                                | Tamoul    | Durai                     |                                                                              |
| 1978  | Vanakkatukuriya Kathaliye     | Joe                                      | Tamoul    | A. C. Tirulokchandar      |                                                                              |
| 1978  | Vayasu Pilichindi             | Murali                                   | Télougou  | C. V. Sridhar             |                                                                              |
| 1978  | Mullum Malarum                | Kaali                                    | Tamoul    | J. Mahendran              | Prix spécial du Tamil Nadu State Film Award                                  |
| 1978  | Iraivan Kodutha Varam         | Rajinikanth                              | Tamoul    | A. Bhimsingh              |                                                                              |
| 1978  | Thappida Thala                | Devu                                     | Kannada   | K. Balachander            |                                                                              |
| 1978  | Thappu Thalangal              | Deva                                     | Tamoul    | K. Balachander            |                                                                              |
| 1978  | Aval Appadithan               | Thyagu                                   | Tamoul    | C. Rudhraiya              |                                                                              |
| 1978  | Thai Meethu Sathiyam          | Babu                                     | Tamoul    | R. Thyagarajan            |                                                                              |
| 1978  | En Kelvikku Enna Bathil       | Solomon                                  | Tamoul    | P. Madhavan               |                                                                              |
| 1978  | Paavathin Sambalam            | Lui-même                                 | Tamoul    | Durai                     | Apparition Guest-star                                                        |
| 1978  | Justice Gopinath              | Ravi                                     | Tamoul    | Dasari Yoganand           |                                                                              |
| 1978  | Priya                         | Ganesh                                   | Tamoul    | S. P. Muthuraman          | Film bilingue en Tamoul et Kannada                                           |
| 1979  | Priya                         | Ganesh                                   | Kannada   | S. P. Muthuraman          | Film bilingue en Tamoul et Kannada                                           |
| 1979  | Kuppathu Raja                 | Raja                                     | Tamoul    | T. R. Ramanna             |                                                                              |
| 1979  | Iddaru Asadhyule              | Bhaskar                                  | Télougou  | K. S. R. Das              |                                                                              |
| 1979  | Allauddinum Albhutha Vilakkum | Kamruddin                                | Malayalam | I. V. Sasi                | Film bilingue en Tamoul et Malayalam                                         |
| 1979  | Ninaithale Inikkum            | Deepak                                   | Tamoul    | K. Balachander            | Film bilingue en Tamoul et Télougou                                          |
| 1979  | Andamaina Anubhavam           | Dileep                                   | Télougou  | K. Balachander            | Film bilingue en Tamoul et Télougou                                          |
| 1979  | Thaayillamal Naan Illai       | Bichwa Bakri                             | Tamoul    | R. Thyagarajan            | Apparition Guest-star                                                        |
| 1979  | Allaudinaum Arputha Vilakkum  | Kamruddin                                | Tamoul    | I. V. Sasi                | Film bilingue en Tamoul et Malayalam                                         |
| 1979  | Dharma Yuddam                 | Raja                                     | Tamoul    | R. C. Sakthi              |                                                                              |
| 1979  | Naan Vazhavaippen             | Michael D'Souza                          | Tamoul    | Dasari Yoganand           |                                                                              |
| 1979  | Tiger                         | Rashid                                   | Télougou  | N. Ramesh                 | 50ème Film                                                                   |
| 1979  | Aarilirunthu Arubathu Varai   | Santhanam                                | Tamoul    | S. P. Muthuraman          |                                                                              |
| 1979  | Annai Oru Aalayam             | Vijay                                    | Tamoul    | R. Thyagarajan            | Film bilingue en Tamoul et Télougou                                          |
| 1979  | Amma Evarikkaina Amma         | Vijay                                    | Télougou  | R. Thyagarajan            | Film bilingue en Tamoul et Télougou                                          |
| 1980  | Billa                         | David Billa, Rajappa                     | Tamoul    | R. Krishnamurthy          |                                                                              |
| 1980  | Natchathiram                  | Lui-même                                 | Tamoul    | Dasari Narayana Rao       | Apparition Guest-star                                                        |
| 1980  | Ram Robert Rahim              | Ram                                      | Télougou  | Vijaya Nirmala            |                                                                              |
| 1980  | Anbukku Naan Adimai           | Gopinath                                 | Tamoul    | R. Thyagarajan            |                                                                              |
| 1980  | Kaali                         | Kali                                     | Tamoul    | I. V. Sasi                | Film bilingue en Tamoul et Télougou                                          |
| 1980  | Mayadari Krishnudu            | Krishnudu                                | Télougou  | R. Thyagarajan            |                                                                              |
| 1980  | Naan Potta Saval              | Ramu (Shiva)                             | Tamoul    | Puratchidasan             | Film bilingue en Tamoul et Télougou                                          |
| 1980  | Johnny                        | Johnny, Vidyasagar                       | Tamoul    | J. Mahendran              |                                                                              |
| 1980  | Kaali                         | Kaali                                    | Télougou  | I. V. Sasi                | Film bilingue en Tamoul et Télougou                                          |
| 1980  | Ellam Un Kairasi              | Raja                                     | Tamoul    | M. A. Thirumugam          |                                                                              |
| 1980  | Polladhavan                   | Manohar                                  | Tamoul    | Muktha V. Srinivasan      |                                                                              |
| 1980  | Murattu Kalai                 | Kalaiyan                                 | Tamoul    | S. P. Muthuraman          |                                                                              |
| 1981  | Thee                          | Rajashekar                               | Tamoul    | R. Krishnamurthy          |                                                                              |
| 1981  | Kazhugu                       | Raja                                     | Tamoul    | S. P. Muthuraman          |                                                                              |
| 1981  | Thillu Mullu                  | Chandran (Indran)                        | Tamoul    | K. Balachander            |                                                                              |
| 1981  | Garjanai                      | Vijay                                    | Tamoul    | C. V. Rajendran           | Film multilingue en Tamoul, Malayalam et Kannada                             |
| 1981  | Garjanam                      | Vijay                                    | Malayalam | C. V. Rajendran           | Film multilingue en Tamoul, Malayalam et Kannada                             |
| 1981  | Netrikkann                    | Chakravarthi, Santosh                    | Tamoul    | S. P. Muthuraman          |                                                                              |
| 1981  | Garjane                       | Vijay                                    | Kannada   | C. V. Rajendran           | Film multilingue en Tamoul, Malayalam et Kannada                             |
| 1981  | Ranuva Veeran                 | Raghu                                    | Tamoul    | S. P. Muthuraman          |                                                                              |
| 1982  | Pokkiri Raja                  | Raja, Ramesh                             | Tamoul    | S. P. Muthuraman          |                                                                              |
| 1982  | Thanikattu Raja               | Suryaprakash                             | Tamoul    | V. C. Guhanathan          |                                                                              |
| 1982  | Ranga                         | Ranganathan                              | Tamoul    | R. Thyagarajan            | 75ème Film                                                                   |
| 1982  | Puthukavithai                 | Anand                                    | Tamoul    | S. P. Muthuraman          |                                                                              |
| 1982  | Nandri, Meendum Varuga        | Lui-même                                 | Tamoul    | T. S. B. K. Moulee        | Apparition Guest-star                                                        |
| 1982  | Enkeyo Ketta Kural            | Kumaran                                  | Tamoul    | S. P. Muthuraman          |                                                                              |
| 1982  | Moondru Mugam                 | Alex Pandian, Arun, John                 | Tamoul    | A. Jagannathan            | Prix spécial du Tamil Nadu State Film Award                                  |
| 1982  | Agni Sakshi                   | Lui-même                                 | Tamoul    | K. Balachander            | Apparition Guest-star                                                        |
| 1983  | Paayum Puli                   | Bharani                                  | Tamoul    | S. P. Muthuraman          |                                                                              |
| 1983  | Uruvangal Maralam             | Lui-même (Raghavendrar)                  | Tamoul    | S. V. Ramanan             | Apparition Guest-star                                                        |
| 1983  | Thudikkum Karangal            | Gopi                                     | Tamoul    | C. V. Sridhar             |                                                                              |
| 1983  | Andhaa Kaanoon                | Vijay Kumar Singh                        | Hindi     | Tatineni Rama Rao         |                                                                              |
| 1983  | Thai Veedu                    | Raju                                     | Tamoul    | R. Thyagarajan            |                                                                              |
| 1983  | Sivappu Sooriyan              | Vijay                                    | Tamoul    | Muktha V. Srinivasan      |                                                                              |
| 1983  | Jeet Hamaari                  | Raju                                     | Hindi     | R. Thyagarajan            |                                                                              |
| 1983  | Adutha Varisu                 | Kannan                                   | Tamoul    | S. P. Muthuraman          |                                                                              |
| 1983  | Thanga Magan                  | Arun                                     | Tamoul    | A. Jagannathan            |                                                                              |
| 1984  | Meri Adaalat                  | Ashok                                    | Hindi     | A. T. Raghu               |                                                                              |
| 1984  | Naan Mahan Alla               | Vishwanath                               | Tamoul    | S. P. Muthuraman          |                                                                              |
| 1984  | Thambikku Entha Ooru          | Balu                                     | Tamoul    | Rajasekhar                |                                                                              |
| 1984  | Kai Kodukkum Kai              | Kaalimuthu                               | Tamoul    | J. Mahendran              |                                                                              |
| 1984  | Ethe Naasaval                 | Ramu (Shiva)                             | Télougou  | Puratchidasan             | Film bilingue en Tamoul et Télougou                                          |
| 1984  | Anbulla Rajinikanth           | Lui-même                                 | Tamoul    | K. Natraj                 |                                                                              |
| 1984  | Gangvaa                       | Gangvaa                                  | Hindi     | Rajasekhar                |                                                                              |
| 1984  | Nallavanuku Nallavan          | Manickam                                 | Tamoul    | S. P. Muthuraman          | Filmfare Award du meilleur acteur en tamoul                                  |
| 1984  | John Jani Janardhan           | John A. Mendez, Janardhan B. Gupta, Jani | Hindi     | Tatineni Rama Rao         |                                                                              |
| 1985  | Nyayam Meere Cheppalli        | Aathmaram                                | Télougou  | G. Rammohan Rao           | Apparition Guest-star                                                        |
| 1985  | Naan Sigappu Manithan         | Vijay                                    | Tamoul    | S.A. Chandrasekhar        |                                                                              |
| 1985  | Mahaguru                      | Vijay (Maha Guru)                        | Hindi     | S. S. Ravichandra         |                                                                              |
| 1985  | Un Kannil Neer Vazhindal      | Ravi                                     | Tamoul    | Balu Mahendra             |                                                                              |
| 1985  | Wafadaar                      | Ranga                                    | Hindi     | Dasari Narayana Rao       |                                                                              |
| 1985  | Sri Raghavendra               | Raghavendra Swami                        | Tamoul    | S. P. Muthuraman          | 100ème Film                                                                  |
| 1985  | Geraftaar                     | Hussain                                  | Hindi     | Prayag Raj                | Apparition Guest-star                                                        |
| 1985  | Yaar?                         | Lui-même                                 | Tamoul    | Sakthi–Kannan             | Apparition Guest-star                                                        |
| 1985  | Bewafai                       | Ranvir                                   | Hindi     | R. Thyagarajan            |                                                                              |
| 1985  | Padikkadavan                  | Rajendran                                | Tamoul    | Rajasekhar                |                                                                              |
| 1986  | Mr. Bharath                   | Bharath                                  | Tamoul    | S. P. Muthuraman          |                                                                              |
| 1986  | Naan Adimai Illai             | Vijay                                    | Tamoul    | Dwarakish                 |                                                                              |
| 1986  | Jeevana Poratam               | Ravi                                     | Télougou  | Rajachandra               |                                                                              |
| 1986  | Viduthalai                    | Raja                                     | Tamoul    | K. Vijayan                |                                                                              |
| 1986  | Bhagwaan Dada                 | Bhagwan Dada                             | Hindi     | J. Om Prakash             |                                                                              |
| 1986  | Kodai Mazhai                  | Lui-même                                 | Tamoul    | Muktha S. Sundar          | Apparition Guest-star                                                        |
| 1986  | Asli Naqli                    | Birju Ustad                              | Hindi     | Sudarsan Nag              |                                                                              |
| 1986  | Dosti Dushmani                | Ranjith                                  | Hindi     | Tatineni Rama Rao         |                                                                              |
| 1986  | Maaveeran                     | Raja (Maaveeran)                         | Tamoul    | Rajasekhar                | Aussi coproducteur                                                           |
| 1987  | Daku Hasina                   | Mangal Singh                             | Hindi     | Ashok Rao                 | Apparition Guest-star                                                        |
| 1987  | Velaikaran                    | Raghupathi                               | Tamoul    | S. P. Muthuraman          |                                                                              |
| 1987  | Insaaf Kaun Karega            | Vikram Singh                             | Hindi     | Sudarsan Nag              |                                                                              |
| 1987  | Oorkavalan                    | Kangeyan                                 | Tamoul    | Manobala                  |                                                                              |
| 1987  | Manithan                      | Raja                                     | Tamoul    | S. P. Muthuraman          |                                                                              |
| 1987  | Manathil Uruthi Vendum        | Lui-même                                 | Tamoul    | K. Balachander            | Apparition Guest-star                                                        |
| 1987  | Uttar Dakshin                 | Shankar                                  | Hindi     | Prabhat Khanna            |                                                                              |
| 1988  | Tamacha                       | Vikram Pratap Singh                      | Hindi     | Ramesh Ahuja              |                                                                              |
| 1988  | Guru Sishyan                  | Raja (Guru)                              | Tamoul    | S. P. Muthuraman          |                                                                              |
| 1988  | Dharmathin Thalaivan          | Balu, Shankar                            | Tamoul    | S. P. Muthuraman          |                                                                              |
| 1988  | Bloodstone                    | Shyam Sabu                               | Anglais   | Dwight H. Little          |                                                                              |
| 1988  | Kodi Parakuthu                | Erode Shivagiri (Dada)                   | Tamoul    | P. Bharathiraja           |                                                                              |
| 1989  | Rajathi Raja                  | Raja, Chinnarasu                         | Tamoul    | R. Sundarrajan            |                                                                              |
| 1989  | Gair Kanooni                  | Azam Khan                                | Hindi     | Prayag Raj                | Apparition Guest-star                                                        |
| 1989  | Siva                          | Siva (Tiger)                             | Tamoul    | Ameerjan                  | 125ème Film                                                                  |
| 1989  | Raja Chinna Roja              | Raja (Kumar)                             | Tamoul    | S. P. Muthuraman          |                                                                              |
| 1989  | Mappillai                     | Aarumugam                                | Tamoul    | Rajasekhar                |                                                                              |
| 1989  | Bhrashtachar                  | Abdul Sattar                             | Hindi     | Ramesh Sippy              | Apparition Guest-star                                                        |
| 1989  | ChaalBaaz                     | Jaggu                                    | Hindi     | Pankaj Parashar           |                                                                              |
| 1990  | Panakkaran                    | Muthu                                    | Tamoul    | P. Vasu                   |                                                                              |
| 1990  | Periya Idathu Pillai          | Rajinikanth                              | Tamoul    | Senthilnathan             | Apparition Guest-star                                                        |
| 1990  | Athisaya Piravi               | Kaalai, Balu                             | Tamoul    | S. P. Muthuraman          |                                                                              |
| 1991  | Dharma Durai                  | Dharma Durai                             | Tamoul    | Rajasekhar                |                                                                              |
| 1991  | Hum                           | Kumar Malhotra                           | Hindi     | Mukul Anand               |                                                                              |
| 1991  | Farishtay                     | Arjun Thange                             | Hindi     | Anil Sharma               |                                                                              |
| 1991  | Khoon Ka Karz                 | Kishan                                   | Hindi     | Mukul Anand               |                                                                              |
| 1991  | Phool Bane Angaray            | Ranjit Singh                             | Hindi     | K. C. Bokadia             |                                                                              |
| 1991  | Nattukku Oru Nallavan         | Subhash                                  | Tamoul    | V. Ravichandran           | Film bilingue en Tamoul et Hindi                                             |
| 1991  | Shanti Kranti                 | Subhash                                  | Hindi     | V. Ravichandran           | Film bilingue en Tamoul et Hindi                                             |
| 1991  | Thalapathi                    | Surya                                    | Tamoul    | Mani Ratnam               |                                                                              |
| 1992  | Mannan                        | Krishnan                                 | Tamoul    | P. Vasu                   | Aussi chanteur playback                                                      |
| 1992  | Tyagi                         | Shankar G. "Dadhu" Dayal                 | Hindi     | K. C. Bokadia             |                                                                              |
| 1992  | Annamalai                     | Annamalai                                | Tamoul    | Suresh Krissna            |                                                                              |
| 1992  | Pandiyan                      | Pandiyan                                 | Tamoul    | S. P. Muthuraman          |                                                                              |
| 1993  | Insaniyat Ke Devta            | Anwar                                    | Hindi     | K. C. Bokadia             |                                                                              |
| 1993  | Yejaman                       | Vaanavarayan                             | Tamoul    | R. V. Udayakumar          |                                                                              |
| 1993  | Uzhaippali                    | Thamizharasan (Thamizhazhagan)           | Tamoul    | P. Vasu                   |                                                                              |
| 1993  | Valli                         | Veeraiyan                                | Tamoul    | K. Natraj                 | Apparition Guest-star Aussi producteur et scénariste                         |
| 1994  | Veera                         | Muthuveerappan (Veera)                   | Tamoul    | Suresh Krissna            |                                                                              |
| 1995  | Baashha                       | Manickam (Manick Baashha)                | Tamoul    | Suresh Krissna            |                                                                              |
| 1995  | Peddarayudu                   | Paparayudu                               | Télougou  | Ravi Raja Pinisetty       | Apparition Guest-star                                                        |
| 1995  | Aatank Hi Aatank              | Munna                                    | Hindi     | Dilip Shankar             | 150ème Film                                                                  |
| 1995  | Muthu                         | Muthuvel, Zamindar                       | Tamoul    | K. S. Ravikumar           | Tamil Nadu State Film Award du meilleur acteur                               |
| 1995  | Bhagya Debata                 | Chanteur                                 | Bengali   | Raghuram                  | Apparition spéciale                                                          |
| 1997  | Arunachalam                   | Arunachalam, Vedachalam                  | Tamoul    | Sundar C.                 |                                                                              |
| 1999  | Padayappa                     | Aarupadayappan                           | Tamoul    | K. S. Ravikumar           | Tamil Nadu State Film Award du meilleur acteur                               |
| 2000  | Bulandi                       | Ghajraj Thakur                           | Hindi     | Tatineni Rama Rao         | Apparition Guest-star                                                        |
| 2002  | Baba                          | Baba, Mahavatar Babaji (voix)            | Tamoul    | Suresh Krissna            | Aussi producteur et scénariste                                               |
| 2005  | Chandramukhi                  | Saravanan, Vettaiyan Raja                | Tamoul    | P. Vasu                   | Tamil Nadu State Film Award du meilleur acteur                               |
| 2007  | Sivaji                        | Sivaji Arumugam                          | Tamoul    | S. Shankar                | Tamil Nadu State Film Award du meilleur acteur Vijay Award du meilleur héros |
| 2008  | Kuselan                       | Ashok Kumar                              | Tamoul    | P. Vasu                   | Apparition Guest-star Film bilingue en Tamoul et Télougou                    |
| 2008  | Kathanayakudu                 | Ashok Kumar                              | Télougou  | P. Vasu                   | Apparition Guest-star Film bilingue en Tamoul et Télougou                    |
| 2010  | Enthiran                      | Vaseegaran, Chitti                       | Tamoul    | S. Shankar                | Vijay Award du meilleur héros Vijay Award du meilleur villain                |
| 2011  | Ra.One                        | Chitti                                   | Hindi     | Anubhav Sinha             | Apparition spéciale                                                          |
| 2014  | Kochadaiiyaan                 | Kochadaiiyaan, Rana, Sena                | Tamoul    | Soundarya Rajinikanth     | Aussi chanteur playback                                                      |
| 2014  | Lingaa                        | Raja Lingeswaran, Lingeswaran (Lingaa)   | Tamoul    | K. S. Ravikumar           | Vijay Award du meilleur héros                                                |
| 2016  | Kabali                        | Kabaleeswaran (Kabali)                   | Tamoul    | Pa. Ranjith               |                                                                              |
| 2017  | Cinema Veeran                 | Lui-même                                 | Tamoul    | Aishwarya R. Dhanush      | Documentaire, Narrateur                                                      |
| 2018  | Kaala                         | Karikaalan (Kaala)                       | Tamoul    | Pa. Ranjith               |                                                                              |
| 2018  | 2.0                           | Vaseegaran, Chitti, Kutty Chitti         | Tamoul    | S. Shankar                |                                                                              |
| 2019  | Petta                         | 'Petta' Velan / Kaali                    | Tamoul    | Karthik Subbaraj          |                                                                              |
| 2020  | Darbar                        | Aaditya Arunachalam                      | Tamoul    | A. R. Murugadoss          |                                                                              |
| 2021  | Annaatthe                     | Kalaiyaan                                | Tamoul    | Siva                      |                                                                              |
| 2023  | Jailer                        | "Tiger" Muthuvel Pandian                 | Tamoul    | Nelson Dilipkumar         |                                                                              |
| 2024  | Lal Salaam                    | Moideen Bhai                             | Tamoul    | Aishwarya Rajinikanth     | Apparition Guest-star                                                        |
| 2024  | Vettaiyan                     | SP Athiyan IPS (Vettaiyan)               | Tamoul    | T. J. Gnanavel            |                                                                              |
| 2025  | Coolie                        | Deva                                     | Tamoul    | Lokesh Kanagaraj          |                                                                              |
| 2026  | Jailer 2                      | "Tiger" Muthuvel Pandian                 | Tamoul    | Nelson Dilipkumar         | En tournage                                                                  |